# Fissidens scalaris
Fissidens scalaris är en bladmossart som beskrevs av Mitten 1869. Fissidens scalaris ingår i släktet fickmossor, och familjen Fissidentaceae. Inga underarter finns listade i Catalogue of Life.